# Llacuna de Szczecin

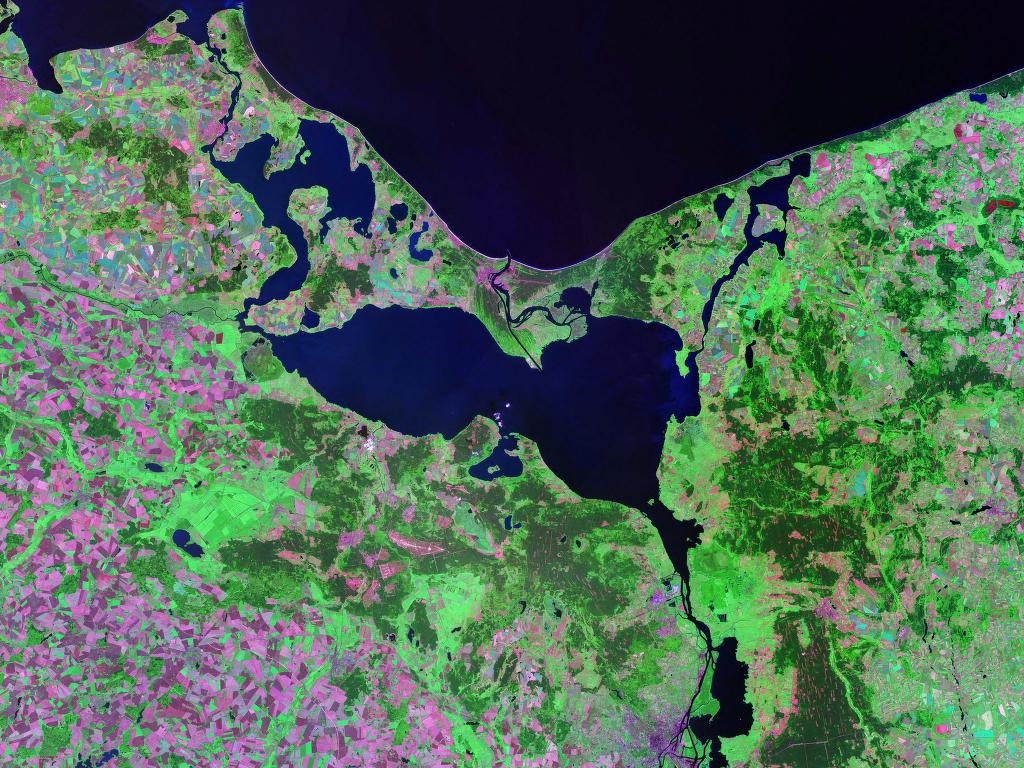
Imatge de satèl·lit de la llacuna de Szczecin, al sud de la badia de Pomerània

La llacuna de Szczecin, també denominada badia de Szczecin (en polonès Zalew Szczeciński, en alemany Stettiner Haff) o badia de l'Oder (en alemany Oderhaff), és una mena de llacuna o albufera a la desembocadura dels rius Oder i Peene, compartida entre Alemanya i Polònia. Està separada de la badia de Pomerània (i per tant del mar Bàltic), al nord, per les illes d'Usedom/Uznam i Wolin i altres de menors (com Karsibór), connectades per tres estrets o braços de l'Oder: el Dziwna, l'Świna i el Peenestrom.
Té una superfície de 687 km², amb una llargària d'est a oest de 52 quilòmetres i una amplària de nord a sud de 22 quilòmetres. La profunditat mitjana de la llacuna és de quatre metres, amb 8,5 m de fondària màxima. Però com que és molt freqüentada com a via marítima i els vaixells de vegades poden necessitar una fondària navegable de 10,5 m, l'han hagut de fer més fonda en el tram que comunica amb el port de Szczecin a través del Świna i el riu Oder, perquè els grans vaixells puguin entrar als ports de Świnoujście, Police i Szczecin.
Tradicionalment s'ha subdividit en la Petita Llacuna (en alemany Kleines Haff), a l'oest, i la Gran Llacuna (en polonès Wielki Zalew, en alemany Großes Haff) a l'est.
A través de la llacuna transcorre la frontera establerta l'any 1945 entre Polònia i Alemanya.